# Бушнев, Иван Степанович
Иван Степанович Бушнев (1906—1965) — советский конструктор бронетехники.

## Биография
Родился в 1906 году в селе Пролейка (ныне — Волгоградская область).
Окончил Ленинградский политехнический институт имени М. И. Калинина.
С 1935 по 1940 год прошёл путь от конструктора до начальника КБ опытного завода № 185 в Ленинграде, где участвовал в создании первых советских танков с противоснарядным бронированием, а также тяжёлых самоходных установок СУ-14.
С 1941 года — заместитель главного конструктора объединённых заводов № 185 и № 174, где под его руководством разработан и поставлен на производство лёгкий танк Т-50.
С 1942 года — заместитель главного конструктора завода № 174, эвакуированного в г. Омск, где под его руководством было организовано серийное производство танков Т-34-76.
С 1946 по декабрь 1954 года — главный конструктор завода № 174 в Омске, где поставил на серийное производство танк Т-54, а также возглавил разработку самоходных установок СУ-122 и ЗСУ-57-2 на базе танка Т-54 и тягача БТС-2.
С 1956 года в должности заместителя главного конструктора завода № 183 в Нижнем Тагиле принимал непосредственное участие в создании танка Т-62 и истребителя танков ИТ-1.
С 1962 года — заместитель начальника отдела ВНИИТрансмаш.

## Награды
- Награждён орденами Отечественной войны II степени, «Знак Почёта», медалью «За трудовую доблесть» (17.04.1940, «за успешную работу и проявленную инициативу по укреплений обороноспособности нашей страны»), другими медалями.